# Gedenkort für König Iipumbu Ya Tshilongo
Der Gedenkort für König Iipumbu Ya Tshilongo (englisch King Iipumbu Ya Tshilongo Memorial Site) ist ein Gedenkort in der Region Omusati im Norden Namibias im Wahlkreis Elim. Er ist seit dem 15. August 2015 als solcher in die Liste des Nationalen Erbes Namibias eingetragen.
Ein Denkmal erinnert an Iipumbu Ya Tshilongo, König der Uukwambi, der an dieser Stelle begraben ist. Symbolisch wurde auch ein Grabstein für ihn auf dem Heldenacker bei Windhoek errichtet. Zwei dort stehende Feigenbäume bildeten das Zentrum seiner Macht. Hier traf er sich mit seinem Volk und verkündete wichtige Entscheidungen.